# Paul Auget
Répertoire
Airs de cour
Paul Auget [Auger], né vers 1592 et mort le 22 mars 1660, est un compositeur français actif à Paris sous le règne de Louis XIII et sous la régence de Jules Mazarin.

## Biographie
Il est né à Pontoise vers 1592, fils du marchand de vin François Auget et d’Edmée Poussin. Ses frères Pierre Auget et Henri Auget sont tous deux des marchands orfèvres. La famille s’établit à Paris à une date indéterminée et les conditions de l’apprentissage musical de Paul ne sont pas connues.
Il est, peu après 1610 et jusqu’en mai 1620 au moins, maître de musique de Jean-François de Gondi, abbé commendataire de Saint-Aubin d'Angers, doyen de l’église de Paris et c’est lorsqu’il est question, en 1615, d’organiser la maison d’Anne d’Autriche, qui épouse Louis XIII cette année-là, qu’il saisit l’occasion d’acheter un office de musicien de sa maison. Cet achat se négocie par l’intermédiaire de Painquiny, apothicaire de Marie de Médicis et homme de paille de Concino Concini, qui garde pour lui une année entière de ses gages
En 1619 il a déjà obtenu un autre office puisqu’il est cité comme chantre de la chapelle de musique du roi pendant le premier semestre, sous les ordres de Nicolas Formé. À cette époque, c'est son protecteur Jean-François de Gondi qui était grand maître de la chapelle royale, ceci expliquant sans doute cela.
C'est probablement en 1622, au décès de Michel Fabry, qu'il achète l'office de maître de musique de la reine-mère Marie de Médicis : il est cité comme détenteur de cet office dans deux actes de 1624 et 1625.
En 1625, Auget achète à Henry Le Bailly la survivance de l'office de surintendant de la musique de la chambre du roi, pour le semestre de janvier (ce sont Antoine Boësset puis son fils Jean-Baptiste Boësset qui l’exercent au semestre de juillet). Avant même la mort de Bailly, Auget essayera à deux reprises de se défaire de cet office : une première fois envers Léon Boyer, ancien maître de la musique de la duchesse de Savoie, par contrat du 2 septembre 1631, la seconde fois le 19 décembre suivant envers François Richard. À chaque fois la cession sera refusée par le roi et le contrat annulé.
Le 25 février 1629, il épouse Marie Le Camus, fille du notaire Jean Le Camus et veuve de Pierre de Cyrano, conseiller du roi et trésorier des offrandes, aumônes et dévotions de sa majesté, cousin de Savinien Cyrano de Bergerac. L’inventaire des biens de Paul Auget est dressé en prévision du mariage
De ce mariage naissent six enfants entre 1630 et 1642, dont quatre meurent en bas âge. Son fils Nicolas, baptisé le 7 janvier 1633, est filleul de Nicolas Formé mais n’a pas survécu ; son fils Jean, chevalier, seigneur de Boissy et baron de Monthion, sera président au Bureau des Finances de Paris et épousera Louise-Geneviève Cousinet, d’où descendance.
La proximité d’Auget et de Formé est révélée par le fait que Formé le nommera son exécuteur testamentaire. Sans doute Auget n’était-il pas digne de cette confiance, puisque le 29 mai 1638, le jour même de l’enterrement de Formé, il rédige une procuration permettant à son frère Pierre de suivre l’inventaire après décès de Formé à sa place, et établit le 14 juin suivant une transaction avec la sœur et héritière du défunt, Elisabeth Formé, pour récupérer toute la succession contre une rente viagère de 1600 lt, à l’exception d’une maison et de quelques legs à faire à son décès L’accord est confirmé le 8 août et Auget envisage dès lors de poursuivre Zacarie Formé, frère de Nicolas, pour obtenir le remboursement de 8000 lt de dettes…
Le 14 septembre 1639, Auget achète la seigneurie du Saussoy (près de Doue, Seine-et-Marne), comprenant maison seigneuriale, tour, colombier, étables, granges, viviers et terre avec droits de justice haute, moyenne et basse, pour 7500 lt. Il prête foi et hommage à son suzerain le 9 novembre suivant.
Auget fut donc très affairé à accroître sa fortune, qui devint assez considérable, comme le révèlent de nombreux actes d’achats ou de constitutions de rente passés en l’étude des notaires Le Semelier (étude LIX) ou Le Cat (étude XVI) jusqu’à sa mort, comme en témoignent aussi la taxe de 1000 lt pour l’armement et la taxe mensuelle de 100 lt qui lui sont adressées en février 1649 (Paris est alors en proie aux troubles de la Fronde). En 1645 il fait procéder à la vente forcée des biens des religieuses du couvent Notre-Dame de Saint-Joseph, à Saint-Germain-des-Prés, pour obtenir le remboursement de leurs dettes.
La dernière trace de son activité musicale n’est autre que sa participation aux cérémonies du sacre du jeune Louis XIV (7 juin 1654) à Reims. C’est Jean de Cambefort (qui avait épousé en 1651 sa nièce Marie Auget) qui reçoit en 1656 la survivance de son office de surintendant de la musique de la chambre du roi.
Auget meurt à Paris le 22 mars 1660. Outre ses offices liés à la musique, il était également écuyer, et gentilhomme ordinaire de la Chambre du roi.
On connaît par les relevés de Madeleine Jurgens de nombreux actes touchant Paul Auget, qui révèlent une gestion très active de ses affaires (rentes, achats, baux, prêts...). Les actes indiquent qu’il habitait en 1625 rue de la Vieille monnaie et à partir de 1627, rue des Prouvaires.

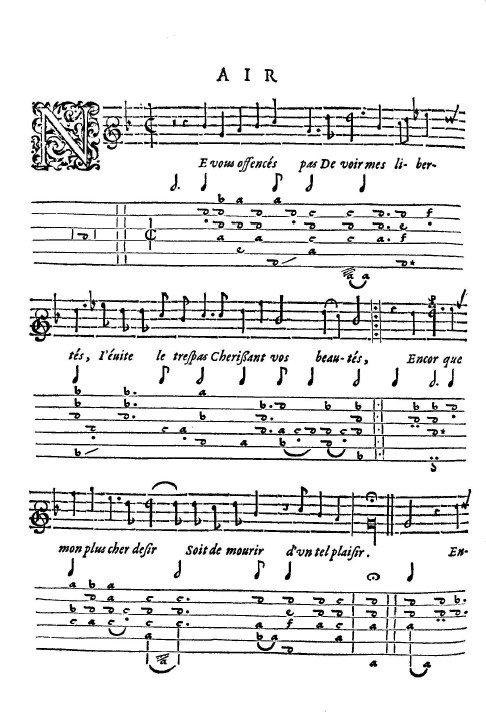
Un air de Paul Auget dans les Airs de différents auteurs... Septième livre (Paris : Pierre I Ballard, 1617).

## Œuvres
La production connue de Paul Auget est à l’inverse de sa carrière : très réduite et peu ambitieuse. On n’a de lui que quatorze airs de cour, composés au début de sa carrière, dont certains ont été composés pour des ballets de cour. Ce sont des airs de structure classique : strophiques, à l’harmonie simple et à la tessiture réduite.
- Six airs dans le 7e livre des Airs de différents autheurs mis en tablature de luth par eux-mesmes (Paris : Pierre I Ballard, 1617). RISM 16178, Guillo 2003 no 1617-A.

Les mêmes six airs, réduits à voix seule, dans le IIe livre d’airs de cour, et de differents autheurs (Paris : Pierre I Ballard, 1617). RISM 16179, Guillo 2003 n° 1617-B.
- Quatre airs composés pour le Ballet de la Folie donné à Paris en 1618, imprimés dans les Airs de différents autheurs mis en tablature par eux-mesmes, VIIIe livre (Paris : Pierre I Ballard, 1618). RISM 16189, Guillo 2003 no 1618-A.

Un de ces airs est disponible en édition moderne dans les Airs de cour pour voix et luth (1603-1643), éd. André Verchaly (Paris : Heugel et Société Française de Musicologie, 1961).
Les mêmes imprimés à voix seule dans le IIIe livre d’airs de cour, et de differents autheurs (Paris : Pierre I Ballard, 1619). RISM 161910, Guillo 2003 n° 1619-A.
- Un air à voix seule dans les Airs de differents autheurs (Paris : Pierre I Ballard, 1621). RISM 162113, Guillo 2003 no 1621-B.
- Un air composé pour le Ballet royal du grand bal de la Douairière de Billebahaut donné le 11 février 1626, imprimé dans les Airs de cour avec la tablature de luth de Anthoine Boesset, treizième livre (Paris : Pierre I Ballard, 1626). RISM 162612, Guillo 2003 no 1626-A.
- Deux airs composés pour le Ballet du sérieux et du grotesque donné au Louvre le 16 février 1627, imprimés dans les Airs de cour avec la tablature de luth de Anthoine Boesset, quatorzième livre (Paris : Pierre I Ballard, 1628). RISM 162811 et B 3294, Guillo 2003 no 1628-A.

Les mêmes à voix seule dans le VIIIe livre d’airs de cour et de différents autheurs (Paris : Pierre I Ballard, 1628). RISM 16289, Guillo 2003 n° 1628-C.
Les mêmes à 2 voix dans le Sixiesme livre d’airs de cour à quatre parties par Anthoine Boesset (Paris : Pierre I Ballard, 1628). RISM 16287, Guillo 2003 n° 1628-D.